# Vincent O. Carter
Vincent O. Carter (geb. 23. Juni 1924 in Kansas City, Missouri; gest. 23. Januar 1983 in Bern) war ein afroamerikanischer Schriftsteller. Er lebte von den 1950er-Jahren bis zu seinem Tod in der Stadt Bern, die er in seinem bekanntesten Werk Meine weisse Stadt und ich. Das Bernbuch auf kritisch-ironische Weise porträtierte.

## Leben
Vincent O. Carter wurde 1924 in Kansas City geboren, wo er in ärmlichen Verhältnissen aufwuchs. Als junger Mann wurde er in die US-Armee eingezogen und kam das erste Mal nach Europa. Er war in Frankreich stationiert. Nach dem Krieg machte er vom G. I. Bill Gebrauch und studierte an der Lincoln University in Pennsylvania sowie ein Jahr an der Wayne State University in Michigan. Er arbeitete auch als Koch bei der Union Pacific Railroad und in einer Automobilfabrik in Detroit. Nach seinem Studium ging er wieder nach Europa, wo er sich nach längeren Aufenthalten in Paris, München und Amsterdam in den 1950er-Jahren in Bern niederliess. Er schrieb Erzählungen, die er teils an Zeitschriften und ans Radio verkaufte, malte und unterrichtete Englisch.
Carter schrieb u.a. über seine Erfahrungen als schwarzer Amerikaner in Bern. Sein kritisch-ironisches Porträt der Stadt und ihrer Einwohner stellte er 1957 fertig. Das Buch wurde jedoch erst 1973 unter dem Titel The Bern Book: A Record of a Voyage of the Mind in den USA publiziert. 2021 erschien beim Limmat Verlag die deutsche Übersetzung Meine weisse Stadt und ich. Das Bernbuch von Pociao und Roberto Hollanda. 
Der Roman Such Sweet Thunder, den er 1963 fertiggestellt hatte, erschien posthum. Er handelt von einem Jungen im Kansas City der 1920er- und 1930er-Jahre, einer Stadt, die durch Rassentrennung und soziale Ungerechtigkeit, aber auch durch eine aufstrebende afroamerikanische Kulturszene und schwarze Gemeinschaft geprägt war.
Den Nachlass Vincent O. Carters hat das Schweizerische Literaturarchiv 2024 von Liselotte Haas, seiner langjährigen Lebenspartnerin, erworben.
Posthum erhielt er 2025 die Ehrendoktorwürde der Lincoln University.

## Werke
- The Bern Book. A Record of a Voyage of the Mind. John Day Co., New York 1973, ISBN 0381982378.
  - Meine weisse Stadt und ich. Das Bernbuch. Aus dem amerikanischen Englisch von Pociao und Roberto de Hollanda. Limmat Verlag, Zürich 2021, ISBN 9783039260096.
- Such Sweet Thunder. Steerforth Press, South Royalton 2003, ISBN 9781586420581.
  - Amerigo Jones, aus dem amerikanischen Englisch von Pociao und Roberto de Hollanda, Zürich : Limmat Verlag, 2024, ISBN 978-3-03926-073-7